# Un cavaller (autoretrat)
Un cavaller (autoretrat) és un autoretrat a l'oli sobre llenç de l'artista neerlandès Frans van Mieris el Vell pintat el 1657. El 10 de juny del 2007 el van furtar de la Galeria d'Art de Nova Gal·les del Sud quan la galeria era oberta al públic, i encara no s'ha recuperat. És una obra relativament petita: de 20x16 cm. Figura en la llista de l'FBI dels «Deu principals delictes artístics» i s'ha valorat en 1 milió de dòlars.